# Harvel (Anglia)
Harvel – wieś w Anglii, w hrabstwie Kent, w dystrykcie Gravesham. Leży 14 km na północny zachód od miasta Maidstone i 39 km na południowy wschód od centrum Londynu.